# Kfar Aza
Kfar Aza (hébreu : כפר עזה), dont le nom signifie « village de Gaza », est un kibboutz situé dans le Néguev du nord, près de la frontière avec la bande de Gaza.

## Géographie
Kfar Aza est situé dans le district sud d'Israël, à 4 km à l'est de la frontière avec la bande de Gaza. Il fait partie du conseil régional de Sha'ar HaNegev.

## Histoire
Créé en 1951, le kibboutz comptait un peu plus de 700 personnes en 2017, notamment de jeunes familles israéliennes attirées par un immobilier plus abordable et un esprit communautaire. Cette communauté est connue pour être composée de nombreux militants pour la paix ayant maintenu des liens avec la population gazaouie après le blocus.
Sa proximité avec la bande de Gaza, face au camp de réfugiés palestinien de Jabaliya, en fait une cible facile pour les bombardements au mortier et à la roquette du Hamas et du Jihad islamique depuis le début de la seconde Intifada.
Lors de la guerre de Gaza de juillet et d'août 2014, les 250 enfants du kibboutz sont évacués par précaution devant la menace des tunnels d'infiltration du Hamas.
Le 7 octobre 2023, le kibboutz est attaqué lors de l'attaque du Hamas contre Israël d'octobre 2023. Une cinquantaine de personnes sont tuées,.